# Лагум
Лагум је подземни пролаз, најчешће из града (средњовековног) ван зидина и који се користио за снабдевање водом, за бежање становништва у случају опсаде града од стране непријатеља. Сви већи утврђени градови у средњем веку, а и касније су их имали.
У ширем смислу, термин лагум означава било какав подземни пролаз који је створио човек, па чак и дубоке подруме (најчешће винске).